# .wiki
.wiki — общий домен верхнего уровня для вики-сайтов, зарегистрированный в 2014 году компанией Top Level Design.

## История
В июне 2012 года компания Top Level Design отправила в ICANN заявку на регистрацию домена общего уровня .wiki. 7 ноября 2013 года ICANN и TLD пришли к «регистрационному соглашению», что официально дало компании право управлять доменом.
После приобретения Реймонд Кинг, CEO Top level Design, заявил: «многие люди из индустрии говорили мне, что .wiki — тёмная лошадка успешных доменов общего уровня», потому что «.wiki» ёмко описывает формат сайта. «Поэтому, переходя на сайт craftbeer.wiki, я ожидаю увидеть активный сайт, где страстные люди обсуждают всё, что связано с приготовлением пива. Такого не случается, если речь идёт о craftbeer.com или craftbeer.guru, потому что они могут подключить вас к магазину, блогу, пивоваренному путеводителю и ещё множеству различных вариантов».
В январе 2014 года .wiki вошла в список «10 доменов общего уровня 2014 года, на которые стоит взглянуть» (англ. Top 10 gTLDs to Watch in 2014) от ClickZ за обладание «потенциалом предоставить замечательные безопасные совместные рабочие пространства для малых и больших компаний». 19 февраля 2014 года домен был присоединён к корневому. В середине марта TLD подписала соглашения с более чем 120 регистраторами доменных имён для продажи адресов на домене .wiki. В мае было объявлено, что Фонд Викимедиа, некоммерческая организация, наиболее известная поддержкой онлайн-энциклопедии Википедия, будет использовать «w.wiki» для сокращения ссылок. 
Фонд также поддержал предложение TLD, обращённое к ICANN, разблокировать 179 двухбуквенных сочетаний, обозначающих языковые коды (все двухбуквенные сочетания заблокированы согласно стандартному регистрационному соглашению ICANN).
До 5 мая 2014 года регистрация в домене .wiki была доступна только для владельцев товарных знаков. С 26 мая 2014 она стала общедоступной. Согласно Domain Name Wire, в первый день общедоступности регистрации было зарегистрировано более 3 000 доменов на базе .wiki.
Компании TLD и YouGov подготовили отчёт, приуроченный к запуску домена, согласно которому примерно половина пользователей в Соединённом Королевстве и Соединённых Штатах почти не имеют возможности взаимодействовать со своими любимыми брендами по сети, и предпочитают бренды, с которыми такое взаимодействие возможно. Дополнительные пятнадцать процентов британских пользователей желают взаимодействовать с используемыми брендами в будущих продуктах. Наконец, в отчёте говорится, что около четверти как британских, так и американских пользователей желают, чтобы компании прислушивались к их идеям для будущих продуктов, и могли бы вносить вклад на вики-сайты компаний, если с помощью них можно будет повлиять на организацию, бренд, сервис или сообщество. Кинг не скрывает, что предоставление платформы для взаимодействия между пользователями и компаниями лежит в его интересах.
В июле 2015 года домен .wiki был включён в список «20 лучших новых доменов общего уровня по качеству» (англ. Top 20 Best New gTLDs Based on Quality).

## Предназначение
В своей заявке 2012 года компания Top Level Design заявила, что целью домена верхнего уровня .wiki будет «создание специального интернет-пространства для вики». Этот домен верхнего уровня будет чётко выделять вики среди миллионов других веб-сайтов, наполняющих Интернет, и позволит пользователям Интернета легко находить вики, соответствующие их интересам. Вики-сайты — это развивающееся явление в Интернете, инновационный и простой в использовании метод создания и представления информации. Вики как правило, открыты для редактирования и часто управляются сообществом; кроме того, отдельные вики и платформа вики находятся в постоянном развитии, точно так же, как и Интернет. Вики, равно Интернету, являются хранилищами информации, создание ценности которых зависит от каждого пользователя; они являются точками встречи и способами обмена идеями и знаниями; и они оба должны быть расширены за счет реализации программы ICANN New gTLD Program, и в частности .wiki. «Мы считаем, что .wiki является интуитивно понятным и необходимым дополнением к коллекции новых доменов верхнего уровня, которые будут добавлены в результате реализации программы New gTLD Program».